# 小时代1.0折纸时代
《小時代1.0折紙時代》是中國作家郭敬明的第五部長篇小說的第一集， 是一部以中國上海為背景的都市愛情小說。本書最早在月刊《最小說》上連載，后集結出版。

## 故事簡介
《小时代1.0折纸时代》講述了四位從小便感情深厚的四位女生林蕭、南湘、顧里和唐宛如在大學校園面臨即將到來的畢業時所遭遇的故事和情感，描述了大學畢業女生在面對畢業時對愛情、友情的抉擇，和面對就業時對自己情感和理性的拷問。

## 公眾反響
《小時代1.0折紙時代》公開銷售三天便成為中國暢銷書榜第一名。 同時根據北京開卷信息技術有限公司公佈的調查數據顯示，《小時代1.0折紙時代》拿下了2008年度中國虛構類圖書銷量第一名。

### 後續作品
- 漫畫《小時代1.5青木時代》
- 小說《小時代2.0虛銅時代》
- 漫畫《小時代2.5鋒銀時代》
- 小說《小時代3.0刺金時代》

### 衍生作品
- 電視劇《小時代》
- 電影《小時代》、《小時代：青木時代》《小時代：刺金時代》

## 外部連結
- 官方網站[永久]（简体中文）